# Ermete Meliante
Ermete Meliante fue un famoso dibujante, caricaturista y actor de cine y teatro uruguayo que hizo su carrera en la Argentina.

## Carrera
Reconocido actor de reparto de aquel momento se lució en el cine mudo en 1926 con el film Muchachita de Chiclana, protagonizada por María Turgenova y Florén Delbene. Luego, y ya en la etapa sonora, compartió cartel con aclamadas  primeras figuras del momento como Álvaro Escobar, Tito Lusiardo, Los Cinco Grandes del Buen Humor, Ricardo Passano, Nelly Darén, Pierina Dealessi, María Concepción César, Nelly Láinez, Analía Gadé, Pepe Iglesias, Fidel Pintos, entre otras.
Trabajó con mítico directores de la industria fílmica como José Agustín Ferreyra,  Luis Bayón Herrera, Carlos Torres Ríos, Carlos Hugo Christensen y  Mario C. Lugones.
A su vez cumplió un doble rol al poner sus caricaturas en afiches de varias películas de la época de oro del cine argentino, algunas de ellas en las que participó como extra. También realizó algunos avisos humorísticos anunciando algún estreno. Meliante, sabía de la importancia de los escenarios a tal punto que en el Salón de Caricaturas de 1953 se sumó a otros colegas para caricaturizar al público asistente.
Como dibujante trabajó para el Diario Crítica y revistas como Dinamita, Media Suela, La revista dislocada, Caricatura y Patoruzú (creador de la mula "Catalina").
En 1941 recibió la visita a Argentina del genial Walt Disney y su grupo, junto a otros dibujantes dentro de los que se encontraban León Poch. Eduardo Álvarez, Guillermo Guerrero, Ramón Columba y su hermano, Loperena Vernet.
Ya en la década del '50 se lo vio haciendo pequeños papeles cinematográficos hasta que su imagen se alejó del ambiente a fines del '60.

## Filmografía
Como actor:
- 1926: Muchachita de Chiclana
- 1927: Perdón viejita...Carlos Riu
- 1948: Cuidado con las imitaciones.
- 1949: Con los mismos colores.
- 1949: Pantalones cortos.
- 1949: Miguitas en la cama.
- 1950: El zorro pierde el pelo.
- 1950: Bólidos de acero.
- 1950: El morocho del Abasto (La vida de Carlos Gardel).
- 1950: Cinco locos en la pista.
- 1951: Una cubana en España (España).[5]
- 1952: ¡Qué rico el mambo!.
- 1953: Un ángel sin pudor.[6]
- 1954: Romeo y Julieta.

Como caricaturista:
- 1941: El mozo número 13.
- 1944: La importancia de ser ladrón.
- 1946: La tía de Carlos
- 1947: Lucrecia Borgia.
- 1947: Navidad de los pobres.
- 1947: Un ángel sin pantalones.
- 1948: El cantor del pueblo.
- 1949: Miguitas en la cama.
- 1949: Imitaciones peligrosas.
- 1949: Otra cosa es con guitarra.
- 1949: Fúlmine.
- 1950: Cinco locos en la pista.
- 1950: Buenos Aires a la vista.
- 1954: Los ojos llenos de amor.
- 1955: Mi marido hoy duerme en casa.
- 1955: La virgencita de madera.
- 1956: El sonámbulo que quería dormir.[7]
- 1957: Venga a bailar el rock.[8]
- 1964: Cleopatra era Candida.
- 1964: El gordo Villanueva.
- 1965: Fiebre de primavera.
- 1965: Esta noche mejor no.
- 1967: La cigarra está que arde.
- 1967: Ya tiene comisario el pueblo.